# Acacia truculenta
Acacia truculenta är en ärtväxtart som beskrevs av Bruce R. Maslin. Acacia truculenta ingår i släktet akacior, och familjen ärtväxter. Inga underarter finns listade i Catalogue of Life.